# جون كريسويل
جون أندرو جاكسون كريسويل (بالإنجليزية: John Angel James Creswell)‏ (18 نوفمبر 1828 – 23 ديسمبر 1891) هو سياسي أمريكي مناهض للعبودية من ولاية ماريلاند، دخل مجلس النواب والشيوخ، وكان مدير عام لخدمة بريد الولايات المتحدة في عهد الرئيس يوليسيس جرانت. يعتبر كريسويل من أقدر من شغلوا هذا المنصب في تاريخ الولايات المتحدة. قام كريسويل بتحديث نظام البريد في الولايات المتحدة للتكيف مع الطلب المتزايد على الطرق البريدية في أنحاء الولايات الغربية ولتظل قادرة على المنافسة في جميع أنحاء العالم. كما أدخل الرجال والنساء من السود في المناصب الإدارية في جميع مراكز البريد في البلاد، فمنحهم هذا مواقع هامة في السلطة الفيدرالية. أجريت إصلاحات شاملة وبنّاءة لنظام البريد الأمريكي خلال عهد كريسويل، بما في ذلك تأمين المنافسة العادلة بين عربات «ستار روت»، وإلغاء نظام الصرّاف. طور كريسويل نظاما موحد لمعاقبة للجرائم على انتهاك القوانين البريدية. ساهم كريسويل في تقليل التكاليف البريدية وجعل نظام البريد في الولايات المتحدة يعمل بكفاءة لإنشاء نظام تسعير عادل محليًا وخفض أسعار البريد الدولي. وضع كريسويل نظام البطاقة البريدية بسنت واحد.
التحق كريسويل بأكاديمية محلية وتخرج من كلية ديكنسون في عام 1848 واجتاز اختبار المحاماة في عام 1850. انضم كريزويل في البداية لحزب الويغ قبل أن ينتقل للحزب الديمقراطي وأيد جيمس بيوكانان لمنصب الرئيس. ظل كريسويل مواليا للاتحاد عند اندلاع الحرب الأهلية في عام 1861 ودعم أبراهام لينكون. انضم كريسويل للجمهوريين الراديكاليين ودعم إنهاء العبودية والحقوق المدنية للسود. تم انتخاب كريسويل في عام 1861 في مجلس مندوبي ولاية ماريلاند، وخدم فيه حتى عام 1862، حيث ساعد على منع الولاية من الانضمام إلى الكونفدرالية. في عام 1862 تم انتخاب كريسويل لمجلس النواب وخدم فيه من 1863 إلى 1865. تم انتخاب كريسويل عضوا في مجلس الشيوخ في عام 1864 وعمل فيه من 1865 إلى 1867. أيد كريسويل الجنرال يوليسيس جرانت للرئاسة في انتخابات عام 1868، فقام غرانت بتعيينه في منصب مدير عام البريد في العام التالي. حظي هذا التعيين بشعبية كبيرة في ولاية ماريلاند التي اعتبر مواطنوها أنفسهم جزءًا من الجنوب. تقاعد كريسويل من منصب مدير البريد، وعينه الرئيس غرانت كمفوض لأرض ألاباما، وعمل في هذا المنصب من عام 1874 إلى 1876. عاد كريسويل إلى عمله القانوني الخاص وعمل أيضا في القطاع المصرفي. بدأ المؤرخون الحديثون بالاهتمام بسيرة كريسويل بدءا من الستينيات كشخصية منسية بين دعاة إلغاء العبودية وإدماجه للسود في نظام البريد الأمريكي وتعيينهم في مناصب بارزة، حيث اعتبروه «رجلا مستقبليا».